# نوبوهیرو سووا
نوبوهیرو سووا (انگلیسی: Nobuhiro Suwa؛ زادهٔ ۲۸ مهٔ ۱۹۶۰) کارگردان فیلم اهل ژاپن است.
از فیلم‌ها یا مجموعه‌های تلویزیونی که وی در آن‌ها نقش داشته است می‌توان به اوندا: ۱۰٬۰۰۰ شب در جنگل، پاریس، دوستت دارم و هیروشیما عشق من اشاره نمود.